# John Roberts (billard)
Pour les articles homonymes, voir John Roberts.
John Roberts Jr. est un joueur professionnel anglais de billard né le 15 août 1847 et mort le 23 décembre 1919. Il fut aussi fabricant de tables de billard et de queues, et un promoteur de la discipline.

## Biographie
Après un voyage en Inde où il rencontra Sir Neville Chamberlain (colonel britannique), celui-ci lui montra une nouvelle version du billard proche du snooker, qu'il importa au Royaume-Uni.